# Jamie Morgan
Jamie Morgan (n, 8 de junio de 1971 en Sídney, Australia) es un jugador de tenis con nacionalidad australiana. En su carrera no ha conquistado torneos a nivel ATP, sus mayores logros son haber llegado a 3 finales ATP y haber llegado a 4 ronda del US Open. Su mejor posición fue Nº52 en agosto de 1993.